# Сарджант (Міннесота)
Сарджант (англ. Sargeant) — місто (англ. city) в США, в окрузі Мовер штату Міннесота. Населення — 63 особи (2020).

## Географія
Сарджант розташований за координатами 43°48′20″ пн. ш. 92°48′2″ зх. д. / 43.80556° пн. ш. 92.80056° зх. д. (43.805592, -92.800635).  За даними Бюро перепису населення США в 2010 році місто мало площу 2,15 км², уся площа — суходіл.

## Демографія
Згідно з переписом 2010 року, у місті мешкала 61 особа в 30 домогосподарствах у складі 16 родин. Густота населення становила 28 осіб/км².  Було 32 помешкання (15/км²).
Расовий склад населення:
| - 96,7 % — білих - 1,6 % — азіатів |

До двох чи більше рас належало 1,6 %. Частка іспаномовних становила 0,0 % від усіх жителів.
За віковим діапазоном населення розподілялося таким чином: 18,0 % — особи молодші 18 років, 62,3 % — особи у віці 18—64 років, 19,7 % — особи у віці 65 років та старші. Медіана віку мешканця становила 45,5 року. На 100 осіб жіночої статі у місті припадало 103,3 чоловіків;  на 100 жінок у віці від 18 років та старших — 100,0 чоловіків також старших 18 років.
Середній дохід на одне домашнє господарство  становив 55 298 доларів США (медіана — 56 875), а середній дохід на одну сім'ю — 65 408 доларів (медіана — 66 250). За межею бідності перебувало 23,3 % осіб, у тому числі 50,0 % дітей у віці до 18 років та 0,0 % осіб у віці 65 років та старших.
Цивільне працевлаштоване населення становило 41 осіб. Основні галузі зайнятості: освіта, охорона здоров'я та соціальна допомога — 48,8 %, будівництво — 17,1 %, виробництво — 14,6 %.